# احمد بن یحیی بلاذری
احمد بن یحیی بَلاذُری نام کامل وی ( ابوالحسن احمد بن یحیی بن جابر بن داوود البغدادی البلاذری ) وی در اواخر سده دوم هجری قمری در بغداد متولد شد.
وی از تاریخ‌نگاران و جغرافی‌دانان عرب یا ایرانی سده دوم و سوم هجری قمری بود که در بغداد زندگی می‌کرد و مترجم کتابهای پارسی به سریانی بود. گرچه به نظر می رسد یاقوت حموی از وی بسیار تمجید نموده است. از آنجایی که جد او یا خود او (مشخص نیست) بَلاذُر خورده بود و بیمار شده بود، وی را بَلاذُری نامیده بودند. [بَلاذُر میوه‌ایست دارویی اما نسبتاً سمی که در هند می‌روید].

## آثار
- انساب الاشراف
- فتوح البلدان
- عهد اردشیر (کتاب) این کتاب از فارسی به عربی ترجمه شده‌است.
- کتاب الاخبار

### فتوح البلدان
این کتاب در مورد جنگهای مسلمانان از زمان پیامبر به بعد می‌باشد و جنگ‌ها را شهر به شهر توضیح داده‌ است. ظاهراً اصل کتاب بسیار مفصل‌تر بوده‌است و وی این کتاب را که شامل ۵۰ صفحه‌ است خلاصه نموده‌است. گذشته از توضیح این جنگ‌ها وی به تشریح اوضاع سیاسی و اجتماعی و اقتصادی مانند مقرارت مالیات و انواع خط و غیره پرداخته‌ است.

### انساب الاشراف
این کتاب که ۲۰ جلد و در نه هزار صفحه بوده‌است و دست کم سیزده جلد آن دردسترس است، در واقع یک فرهنگ‌نامه تاریخی می‌باشد. جلد یازدهم آن هم دربارهٔ تاریخ امویان در زمان عبدالملک بن مروان و ولید و اتفاقات مصعب بن زبیر و برادر او عبدالله و تاریخ خوارج است.